# 第2號交響曲 (蕭士塔高維奇)
B大調第2號交響曲，作品14，是俄國作曲家蕭士達高維契的音樂作品。創作於1927年，並於同年11月5日於列寧格勒首演，和第1號交響曲一樣，都是由尼古拉·馬爾科帶領列寧格勒交響樂團作演出，擔任合唱團的是嘉佩樂學院合唱團（Academic Capella）作首演。
樂曲是為了慶祝十月革命十周年而創作的，因此它亦附有標題，稱作《獻給十月》。

## 結構
本曲為單樂章結構，演奏時間約為15-18分鐘，是作曲家15首交響曲之中編幅最短的一首。
其中可以再細分為四個部分：
- 緩板（Largo）

由大鼓的滾奏開始，絃樂以不同的音符組合，由慢至快，從低音到高音所組成的音塊開始，加了弱音的第1小號吹出旋律，以銅管為伴奏。
- 排練編號13（四分音＝152）－漸為漸慢（Poco meno mosso）

- 排練編號30（四分音＝152）－持續的快板（Allegro molto）

當中包括了非常著名的27個聲部對位段落
- 合唱部份

## 配器
- 木管樂器：短笛、2長笛、2雙簧管、2單簧管、2巴松管
- 銅管樂器：4圓號、3小號、3長號、大號
- 敲擊樂器：定音鼓、大鼓、小鼓、鈸、三角鐵、鐘琴、F♯音警報器
- 聲樂：混聲四部合唱團
- 絃樂器：第1小提琴、第2小提琴、中提琴、大提琴、低音提琴

## 外部連結
- 香港已故樂評人陳浩才先生談蕭士塔高維奇《第2號交響曲》 （页面存档备份，存于）
- 洛杉機管絃樂團有關蕭士塔高維奇《第2號交響曲》的樂曲簡介(英文)[永久]